# 小行星1841
小行星1841（1841 Masaryk）是一颗围绕太阳公转的小行星。1971年10月26日，盧波什·科胡特克在汉堡发现了此天体。
該小行星以捷克斯洛伐克首任總統托馬斯·馬薩里克命名。
这颗小行星的绝对星等为119.2881917883951等。